# Lyman Enos Knapp

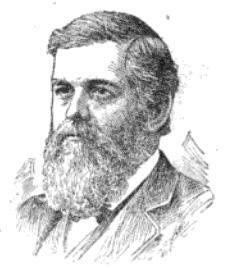
Lyman Enos Knapp

Lyman Enos Knapp (* 5. November 1837 in Somerset, Windham County, Vermont; † 9. Oktober 1904 in Seattle, Washington) war ein US-amerikanischer Politiker (Republikanische Partei).
Nachdem er 1862 den Abschluss am Middlebury College gemacht hatte, trat Knapp der Unionsarmee bei und kämpfte für diese im Sezessionskrieg. Er gehörte einem Infanterieregiment aus Vermont an und stieg dort zum Kommandeur im Rang eines Captain auf. Nach dem Ende seiner neunmonatigen Dienstverpflichtung kehrte er zunächst nach Vermont zurück, wo er gleich wieder eine neue Kompanie für die Infanterie zusammenstellte, die er dann ebenfalls als Captain kommandierte. Mit dieser Einheit nahm er an mehreren Schlachten des Krieges teil, wurde zweimal verwundet und wurde schließlich zum Lieutenant Colonel befördert.
Nach Kriegsende arbeitete Knapp zunächst als Lehrer. Zudem verlegte er die Zeitung Middlebury Register und war als Verwaltungsangestellter im Repräsentantenhaus von Vermont tätig. Überdies studierte er die Rechtswissenschaften und hatte zahlreiche Ämter auf lokaler Ebene inne; unter anderem fungierte er als Nachlassrichter. Er wurde auch politisch aktiv, stand der Republikanischen Partei im Addison County vor und gehörte zwischen 1884 und 1885 dem Repräsentantenhaus von Vermont an. Vier Jahre später, 1889, wurde er Gouverneur des District of Alaska, was er bis 1893 blieb. Danach zog Knapp nach Seattle, wo er bis zu seinem Tod als Anwalt arbeitete.